# Karl (Provence)
Karl (* um 845; † 24. Januar 863 in Lyon) war ab 855 oder 856 König des fränkischen Teilreichs Burgund.
Karl war jüngster Sohn des Kaisers Lothar I. aus dessen Ehe mit Irmingard von Tours. Er bekam 855 mit der Teilung von Prüm zusammen mit der Provence einen Teil von Burgund (mit Ausnahme der Bourgogne) zugewiesen. Sein älterer Bruder Lothar machte ihm seinen Reichsteil allerdings streitig, und eine endgültige Entscheidung fiel erst 856 auf einer Versammlung in Orbe, wo wohl die Mächtigen dieses Reichsteils eine eigene Königsherrschaft Karls durchsetzten. Später akzeptierte Lothar das Königtum Karls und schloss mit ihm wohl im Frühjahr 858 einen Freundschaftsvertrag, in dem er Karl das Gebiet zweier Bistümer aus seinem Reich übertrug und im Gegenzug einen Erbanspruch auf Karls Reich erhielt, falls Karl ohne Söhne sterben sollte.
Wie weit Karl, der jedenfalls gegen Ende seines Lebens an Epilepsie litt, dadurch in seiner Regierungsfähigkeit eingeschränkt war, ist umstritten. Während Thilo Offergeld vermutet, dass Karl „nicht primär als minderjähriger, sondern vor allem als kranker und deshalb handlungsunfähiger Herrscher wahrgenommen“ wurde, hält Achim Hack eine solche Einschätzung für Spekulation. Karl starb kinderlos. Nach seinem Tod wurde sein Reich zwischen seinen beiden Brüdern Lothar und Ludwig aufgeteilt. Beigesetzt wurde Karl im Kloster Saint-Pierre-les-Nonnains in Lyon.